# Cécile Untermaier
Cécile Untermaier, née le 28 décembre 1951 à Belley (Ain), est une magistrate de formation et femme politique française.
Membre du Parti socialiste, elle est élue députée de la 4e circonscription de Saône-et-Loire lors des élections législatives de 2012, puis est réélue en 2017 et en 2022.

## Biographie
Diplômée de l'Institut régional d'administration (IRA) de Lyon, Cécile Untermaier a été notamment secrétaire générale de la sous-préfecture de Chalon-sur-Saône puis sous-préfète d'Avallon avant de siéger au tribunal administratif de Lyon[réf. souhaitée].
Elle est élue conseillère générale du canton de Sennecey-le-Grand (2011-2015). Soutenue par Arnaud Montebourg, elle est nommée vice-présidente du conseil général de Saône-et-Loire, chargée de la culture et du patrimoine (2011-2012).
Le 20 juin 2012, elle est élue députée de la 4e circonscription de Saône-et-Loire face au candidat de l'opposition UMP.
Le 18 juin 2017, elle est réélue députée de la 4e circonscription de Saône-et-Loire en battant la candidate Modem-LREM.
Pour les législatives de juin 2022 dans cette même circonscription, elle est à nouveau investie par le PS et soutenue par la NUPES. De nouveau candidate dans le cadre du Nouveau Front populaire à la suite de la dissolution de l'Assemblée nationale annoncée le 9 juin 2024, elle est finalement battue au second tour par le candidat UDR dans sa circonscription. 

## Mandats
- Vice-présidente du conseil général de Saône-et-Loire chargée de la culture et du patrimoine[4] (2011-2012)
- Conseillère générale du canton de Sennecey-le-Grand (2011-2015)
- Députée de la quatrième circonscription de Saône-et-Loire : Bresse - Val de Saône et Tournugeois (depuis 2012)

## Ateliers législatifs citoyens
Depuis 2012, Cécile Untermaier anime des ateliers législatifs citoyens dans plusieurs endroits de la circonscription afin de recueillir des opinions et des propositions des citoyens[source insuffisante]. Les textes de loi sont ainsi présentés avant leur adoption à l'Assemblée nationale aux personnes, associations et professionnels intéressés.
Ces ateliers ont inspiré d'autres acteurs européens. En 2015, le Parlement du Portugal, intéressé par les nouvelles pratiques de fabrication de la loi, a invité Cécile Untermaier à présenter à Lisbonne les ateliers législatifs citoyens devant des élus des Etats-membres de l'Union européenne. Des pages dans les rapports de l'Assemblée nationale sont aujourd'hui réservées aux ALC qui se sont tenues dans la quatrième circonscription de Saône-et-Loire.

## Publication
- Avec Le Parlement du futur, éditions Michalon, 2016, 176 p. (ISBN 979-10-302-0044-7)
- Journal d'une députée de campagne, éditions Fauves, juin 2020, 157 p. (ISBN 979-10--302-0328-8)